# 鹿児島市立武岡小学校
鹿児島市立武岡小学校（かごしましりつ たけおかしょうがっこう 英語: Takeoka Elementary School）は、鹿児島県鹿児島市武岡二丁目にある公立小学校。

## 概要
鹿児島市立武岡台小学校と分離する1989年（平成元年）までは、日本一の児童数を誇っていた時期もあり、その後、沖縄県の小学校に抜かれるが、児童数は日本有数の小学校であった。学級数も最大で12クラスまであった。
校舎は3つでは足りず、プレハブ小屋を建てて、2年生（一部の学級を除く）はプレハブ小屋で授業を受けていた。そこを教員や児童は、『プレハブ校舎』と呼んでいた。現在は少子化もあり、減少傾向にある。

## 沿革
- 1976年（昭和51年）4月1日 - 原良小学校、西田小学校、田上小学校から分離し鹿児島市立武岡小学校として設置される[1]。
- 1976年（昭和51年）9月27日 - 校章設定。
- 1979年（昭和54年）2月27日 - 2号校舎竣工
- 1981年（昭和56年）3月13日 - 3号校舎竣工
- 1985年（昭和60年）8月31日 - 昭和60年台風第13号襲来により仮設校舎が全壊[2]。
- 1989年（平成元年）3月31日 - 武岡台小学校を分離[3]